# شهرستان طرابلس
ناحیه طرابلس (به عربی: قضاء طرابلس) یک سکونتگاه مسکونی در لبنان است که در استان شمالی لبنان واقع شده‌است.

## خصوصیات
ناحیه طرابلس ۲۷ کیلومترمربع مساحت و ۲۲۷٬۸۵۷ نفر جمعیت دارد.